# Bettina Rösken-Winter
Bettina Rösken-Winter (* 1966) ist eine deutsche Fachdidaktikerin für Mathematik in der Primarstufe, Professorin an der Universität Münster und stellvertretende Leiterin des Deutschen Zentrums für Lehrkräftebildung Mathematik.
Im Jahr 1989 erwarb sie das Diplom-Verwaltungswirtin (FH). 2004 legte sie das Erste Staatsexamen in Mathematik und Psychologie an der Universität Duisburg-Essen ab. Sie erhielt den Preis für das beste Erste Staatsexamen des Center for Teacher Education der Universität Duisburg-Essen. Von 2006 bis 2009 war sie Wissenschaftliche Mitarbeiterin des Projekts Mathematik Anders Machen, finanziert von der Telekom Stiftung. Sie promovierte 2009 mit der Dissertation Hidden Dimensions in the professional development of mathematics teachers: In-Service Education for and with Teachers. Auch war sie 2006 Forscherin am Projekt Elementary Teachers’ Mathematics, finanziert von der Finnischen Akademie, Universität Helsinki, Research Centre for Mathematics and Science Education (RCMSE). 2009 wurde sie Juniorprofessorin für Didaktik der Mathematik an der Ruhr-Universität Bochum und später Professorin am Institut für Erziehungswissenschaften Mathematik der Humboldt-Universität zu Berlin (2014–2024). Heute lehrt sie an der Universität Münster Didaktik der Mathematik mit dem Schwerpunkt Primarstufe.
Sie engagiert sich in modernen Konzepten der Lehrerfortbildung im Fach Mathematik.

## Schriften
- mit Goldin, G., Törner, G.: Beliefs – no longer a hidden variable in mathematical teaching and learning processes. In: J. Maaß, W. Schlöglmann (Hrsg.): Beliefs and Attitudes in Mathematics Education: New Research Results (S. 9–28). Rotterdam 2009.
- Marcus Nührenbörger (Hrsg.): Design Science and Its Importance in the German Mathematics Educational Discussion, Springer 2016, ISBN 978-3-319-43541-1.
- Unterrichtsplanung. In: Maike Abshagen (Hrsg.): Basiswissen Lehrerbildung: Mathematik unterrichten, 2. Aufl. Kallmeyer 2021, ISBN 978-3-7727-1084-1.
- Mathematikfortbildungen professionalisieren: Konzepte, Beispiele und Erfahrungen des Deutschen Zentrums für Lehrerbildung Mathematik (Konzepte und Studien), Springer 2018, ISBN 978-3-658-19027-9.